# Taiga Kawamoto
Taiga Kawamoto (japanisch 河本 大雅 Kawamoto Taiga; * 23. Juli 2006 in Yamaguchi, Präfektur Yamaguchi) ist ein japanischer Fußballspieler.

## Karriere
Taiga Kawamoto erlernte das Fußballspielen in der Jugend des Renofa Yamaguchi FC sowie in der Schulmannschaft der AIE International High School. Die Saison 2024 wurde er von der High School an den Zweitligisten Fujieda MYFC ausgeliehen. Sein Zweitligadebüt für den Verein aus Fujieda gab Kawamoto am 3. August 2024 (25. Spieltag) im Auswärtsspiel gegen Ventforet Kofu. Bei der 3:0-Niederlage wurde er in der 75. Minute für Ryōta Kajikawa eingewechselt. 2024 bestritt er zwei Ligaspiele. Nach der Ausleihe wurde er im Februar 2025 fest von Fujieda unter Vertrag genommen.